# 満洲国祭祀府

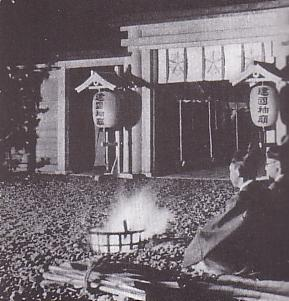
建国神廟鎮座祭

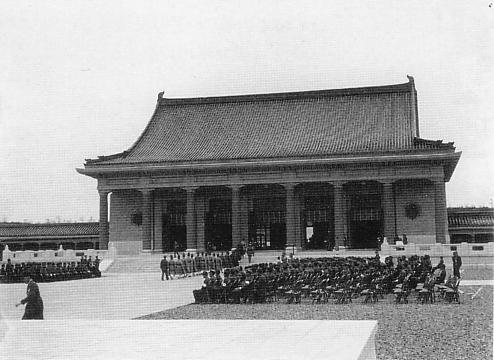
建国忠霊廟

満洲国祭祀府（まんしゅうこくさいしふ）とは、満洲国の皇帝直隷機関である。

## 概要
1940年（康徳7年）に設けられた機関で、同年7月に創建された建国神廟と建国忠霊廟の祭祀やその建造物に対する管理を任務とする。

## 歴代祭祀府総裁
1. 橋本虎之助